# Wikipedia in armeno
La Wikipedia in armeno (in armeno Հայերեն Վիքիպեդիա?), spesso abbreviata in hy.wikipedia o hy.wiki, è l'edizione in lingua armena dell'enciclopedia online Wikipedia.

## Storia
È stata aperta a febbraio 2003.

## Statistiche
La Wikipedia in armeno ha 317 918 voci, 1 168 857 pagine, 152 455 utenti registrati di cui 563 attivi, 10 amministratori e una "profondità" (depth) di 62.8 (al 21 marzo 2025).
È la 38ª Wikipedia per numero di voci ma, come "profondità", è la 27ª fra quelle con più di 100 000 voci (al 14 ottobre 2024).

## Cronologia
- 14 luglio 2006 — supera le 1000 voci
- 3 agosto 2010 — supera le 10 000 voci
- 1º agosto 2013 — supera le 50 000 voci ed è la 64ª Wikipedia per numero di voci
- 2 dicembre 2013 — supera le 100 000 voci ed è la 48ª Wikipedia per numero di voci
- 16 marzo 2014 — supera le 150 000 voci ed è la 41ª Wikipedia per numero di voci
- 1º giugno 2016 — supera le 200 000 voci ed è la 38ª Wikipedia per numero di voci
- 29 luglio 2023 — supera le 300 000 voci ed è la 38ª Wikipedia per numero di voci